# Ernst-Günther Bröder Stiftung
Die Dr. Ernst-Günther Bröder Stiftung ist eine Schweizer Stiftung mit Sitz in Luzern, die weltweit Förderprojekte unterstützt. Sie basiert auf der Idee von Ernst-Günther Bröder, Ehrenpräsident der Europäischen Investitionsbank.

## Stiftungszweck
Stiftungszweck ist die weltweite Förderung von Wohltätigkeit und Gemeinnützigkeit, namentlich durch Hilfeleistung zugunsten von in Not oder in Bedrängnis geratener Menschen, insbesondere von Kindern und Jugendlichen, durch Hilfeleistung zugunsten von bedürftigen sowie kranken Menschen, sowie durch Ausbildung und Förderung von Kindern und Jugendlichen. Die Stiftung gewährt Unterstützung in den Bereichen Bildung und Erziehung, Entwicklungshilfe sowie Gesundheit und Soziales.
Die Stiftung finanziert Informations- und Bildungsangebote sowie Maßnahmen, die das Verhalten und die Entwicklung insbesondere von Kindern und Jugendlichen positiv beeinflussen. Des Weiteren werden von der Stiftung Schulen sowie klein- und mittelständische Betriebe in Entwicklungsländern unterstützt.

## Stifter
Ernst-Günther Bröder wurde 1927 in Köln geboren. Seine berufliche Laufbahn begann der promovierte Wirtschaftswissenschaftler (Universität Freiburg) 1956 bei der Bayer AG. Nach kurzzeitiger Tätigkeit bei der Weltbank arbeitete er ab 1964 bei der Kreditanstalt für Wiederaufbau und wurde 1974 in deren Vorstand berufen, als dessen Sprecher er ab 1980 fungierte.
Von August 1984 bis März 1993 war er Präsident der Europäischen Investitionsbank (EIB).

## Belege
1. 1 2  Powerneting AG: Dr. Ernst-Günther Bröder Stiftung. Abgerufen am 30. April 2017.
2. 1 2 3  Die Stiftung. Abgerufen am 30. April 2017.
3. ↑  Ernst-Günther Bröder. Abgerufen am 2. Juni 2014 (englisch).
4. ↑  Death of Ernst-Günther Bröder, fourth President of the EIB. Abgerufen am 30. April 2017 (englisch).
5. 1 2  NewsFromThePanel – First Chairman of the Independent Inspection... Abgerufen am 7. Mai 2017 (amerikanisches Englisch).
6. 1 2  NewsFromThePanel – In Memoriam – Mr. Ernst-Günther Bröder, First... Ehemals im Original (nicht mehr online verfügbar); abgerufen am 7. Mai 2017 (amerikanisches Englisch). (Seite nicht mehr abrufbar. Suche in Webarchiven)